# 家紋
家紋（日语：／ Kamon */?）為日本武家、公家為表示自己的持有物而標上的記號，之後成為個人身分之用。
日本戰國時代後，家紋定型為象徵門第出身的貴族紋章。家紋有過百種式樣，多是植物、動物、器物等圖案。武士會把家紋繪在旗上，並插在背上，作為自己家族的象徵。著名的家紋有織田信長的五木瓜、豐臣秀吉的五七桐（太閤桐）、德川家康的三葉葵等。後來家紋又傳到琉球國。近代又傳入朝鮮，稱為宗紋。
雖然家紋是家族或氏族的象徵，但有時不同的氏族可能有同一個家紋。

## 歷史
根據日本十七世紀學者山鹿素行的《武家事記》考證，日本家紋其實是起源自聖德太子，而江戶時期的學者新井白石則考證日本家紋起源自院政時代到鎌倉時代。日本家紋的起源可追溯至平安時代後期祭拜武神的八幡宫巴纹，據考據有勾玉及拉滿的弓具象化兩種起源說法、但目前主流說法是模仿流水的型態；中國方提出中國商朝青铜鼎上的四頭巴為起源則較無可靠證據顯示有所關聯，而后流行于武家社会。鐮倉時代，后鳥羽天皇把宋代中國織物上的菊紋鍛刻在刀上并定為皇室紋章。後醍醐天皇為了褒獎小笠原氏的武士氣節賜予了三階菱家紋，小笠原流礼法又使家紋的傳統擴大至武士階層。室町時代所著的《見聞諸家紋》是日本現存最古的家紋著作，收錄了足利義政以來260種家紋，是研究家紋的主要依據。龙胆用于家纹，从已知的资料看，是自久我家开始。书物记载：“久我家成人着‘龙胆’纹付”。纹付是一种礼服。另外，《大要抄》记载，中院宗辅的车文为龙胆。村上源氏公卿家如六条、岩仓、千种、久世，当时竞相使用龙胆家纹。在武家，播磨守护赤松家自称村上源氏，所以除三巴纹之外，也曾用过龙胆纹。木曾义仲使用龙胆纹，战国时期自称为义仲后裔的木曾氏把家纹也继承了下来，也就是目前长野县木曾町的町章。赖朝幕府所在的镰仓市以龙胆为市章。 
家紋一般來說常用來彰顯個人的血統出身、家業、地位。在江戶時代之前，家紋是貴族與武士的專利；到了江戶中期，家紋也開始在庶民間普遍起來，甚至還被用來作為商標之用。
明治維新以後，在現代化改革的大浪潮下，傳統紋章曾因帶有封建的色彩而受到社會的否定；但在二戰後的日本已重新開始正常化，融入日常生活當中並成為文化藝術作品中的重要元素。
琉球國第二尚氏王朝受日本影響，王族、士族之家族皆有家紋。

## 戰國大名家紋圖樣

五葉木瓜，織田氏家紋
五七桐，豊臣氏家紋
加賀梅鉢，前田氏家紋
大一大万大吉，石田三成家紋
三葉葵，徳川氏家紋
足利二引兩，足利將軍家、今川氏、斯波氏、最上氏家紋
三之鱗，後北條氏家紋
四割菱，武田氏家紋
六文錢，真田氏家紋
上杉笹，上杉氏家紋
九曜巴，長尾氏家紋
三盛龜甲三葉羽，直江兼續家紋
三階菱下五釘拔紋，三好氏家紋
三盛木瓜，朝倉氏家紋
三盛龜甲三花菱，淺井氏家紋
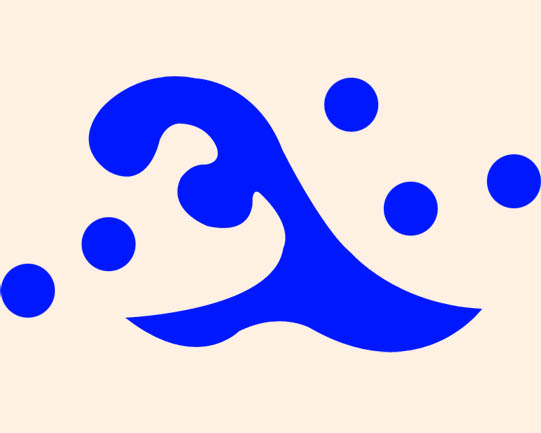
二頭波，齋藤氏家紋
桔梗，土岐氏、明智氏家紋
大內菱，大内氏家紋
一文字三星，毛利氏家紋
丸十字，島津氏家紋
抱杏葉，大友氏家紋
祇園守，立花氏家紋
抱杏葉，龍造寺氏家紋
七片酢漿草，長宗我部氏家紋
五本骨扇月丸，佐竹氏家紋
竹雀，伊達氏家紋
九曜，片倉氏、相馬氏、石田氏家紋
南部對鶴，南部氏家紋
角立四目結，六角氏家紋
揚羽蝶，平氏家紋
笹龍膽，源氏家紋

## 其它家紋圖樣

浅野氏浅野家族使用 「丸不同于羽鹰翼，浅野羽鹰纹」
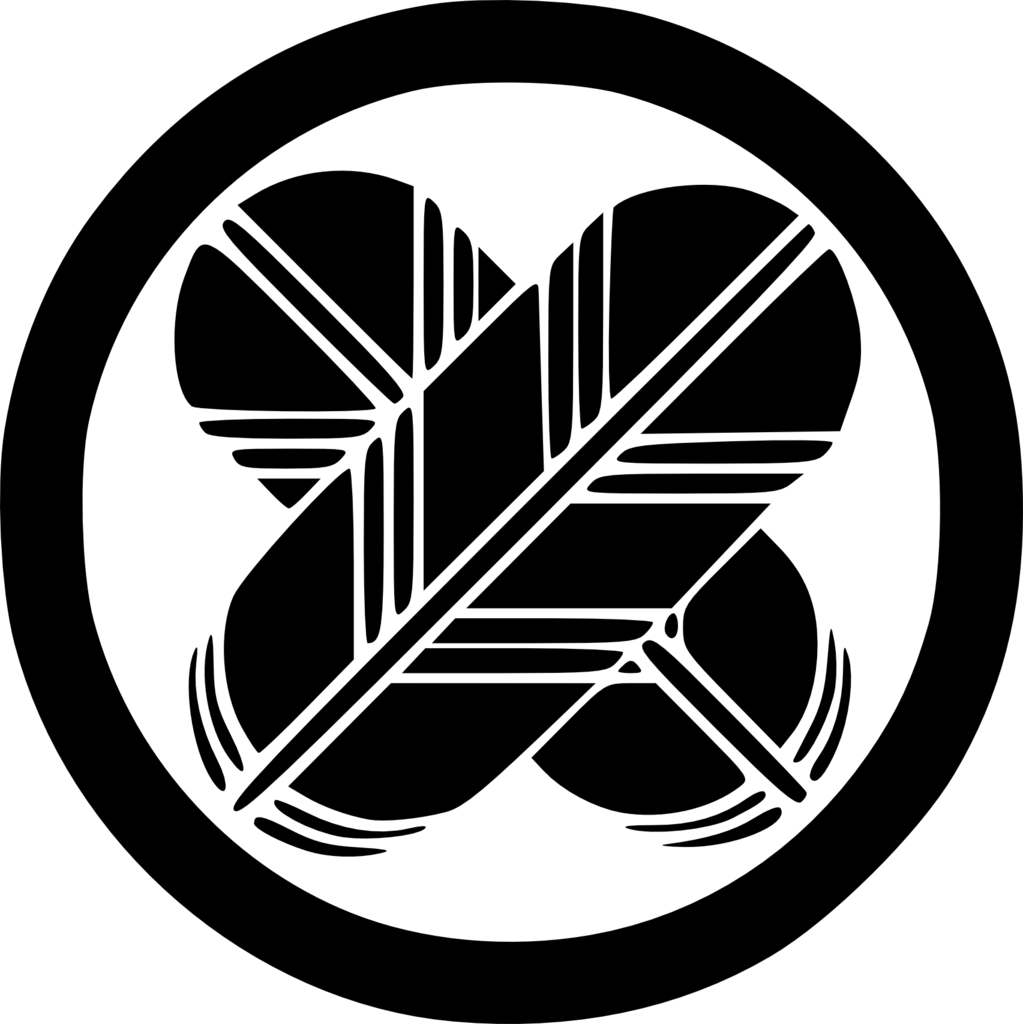
羽鹰纹例子
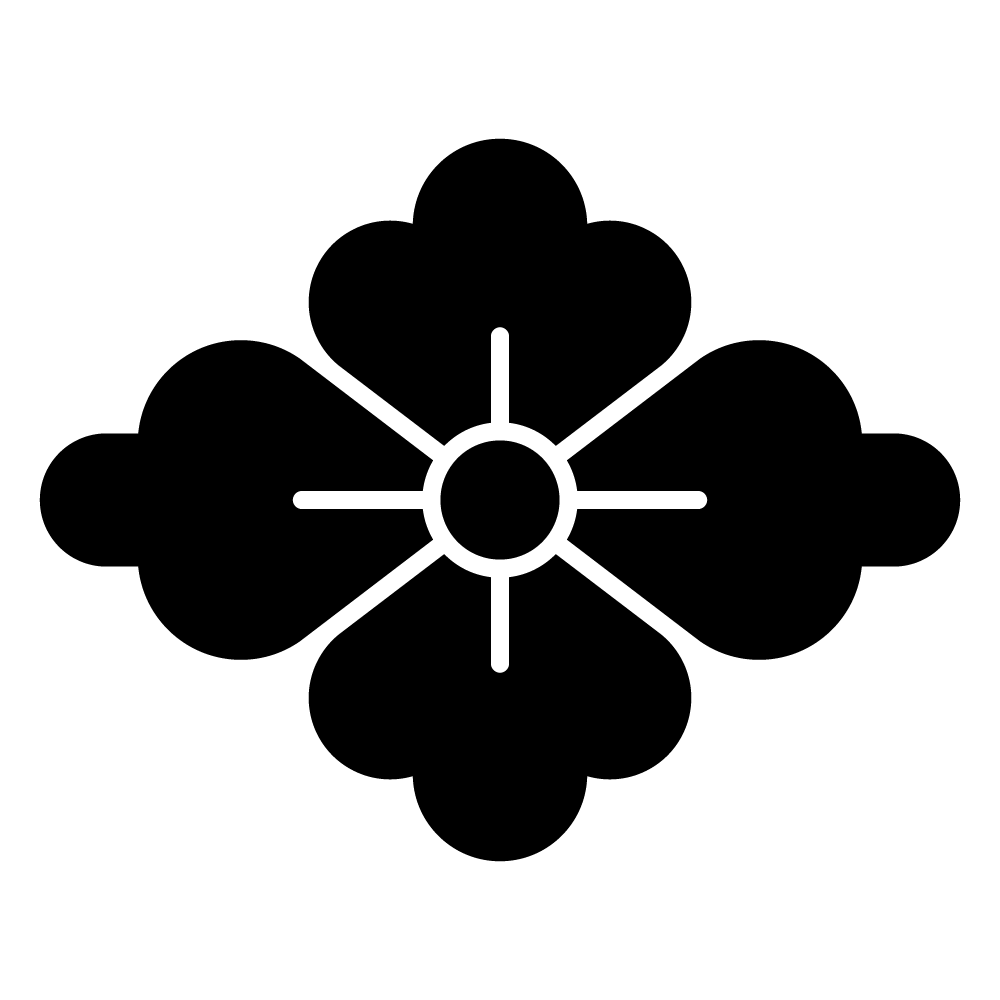
唐花菱
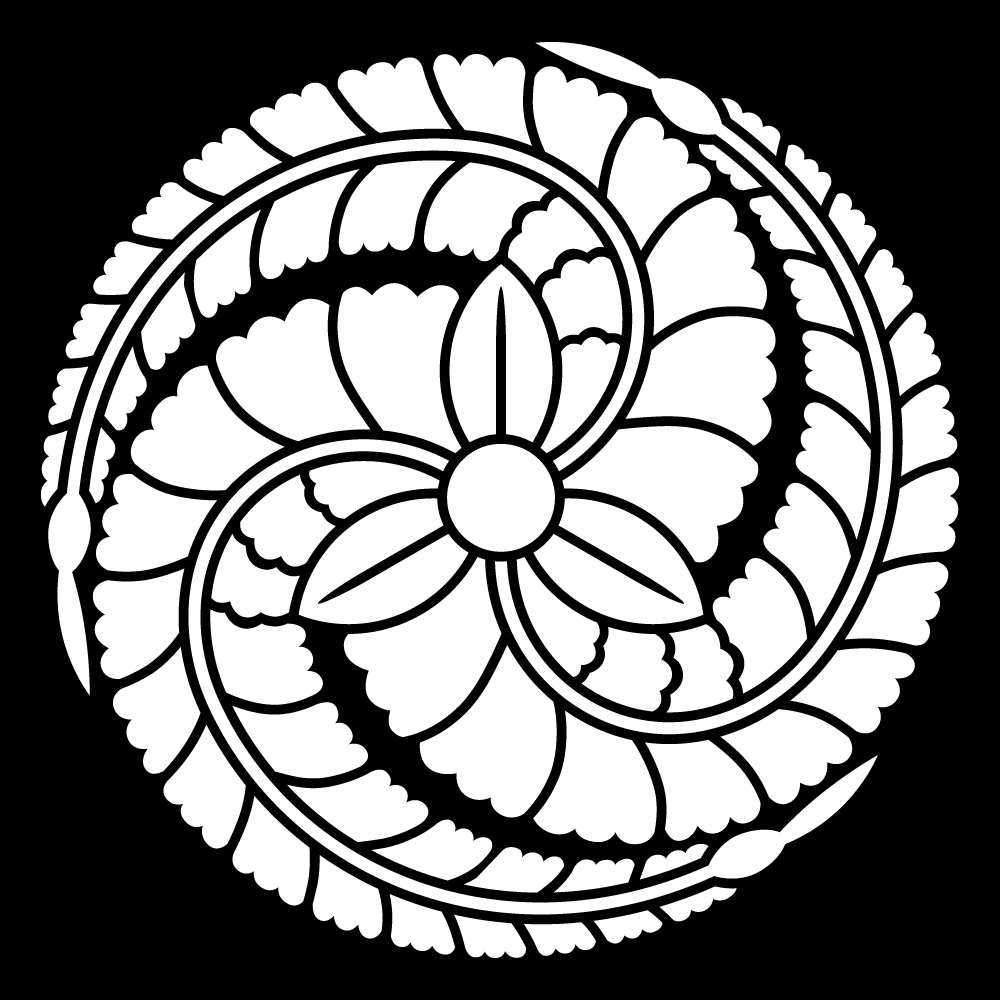
定紋の例（筑前黒田家） 「黒田藤巴」
替紋の例（筑前黒田家） 「黒餅」
丸に三つ柏（神紋）
上諏訪梶の葉（神紋）

## 图案结构
纹章包括独立的纹章、环圈和角纹包围的纹章、字母和不同类型的组合。由于没有与它们相关的特定术语，为了方便起见，我们将在此处使用暂定名称和书籍中的术语。
一个图案有一个可以称为身体和内部的部分，以及一个可以称为环、框架和外部的部分。组成取决于纹章（这里暂称为桐纹或菱纹等大群），但根据纹章图案的组成功能，也有精细的类型。例如，家族纹章研究员高泽等人“添加”了环和角等与轮廓有关的东西，“省略”了一些部分绘制的东西，例如省略了纹章图案，并更改了角架和正反面等描述。“修改”事物，通过排列或重叠而不改变波峰本身的形状来“增加”那些添加相似波峰的东西，“合成”那些组合不同类型波峰的，并将波峰分割的组合描述为“分割”。